# Luna E-1 No.2
A Luna E-1 No.2, em russo Луна-1B ou "Luna-1B", (identificada pela NASA como Luna 1958B), foi a segunda de uma série de quatro missões usando a plataforma E-1, onde uma sonda de teste do Programa Luna (um projeto soviético), tinha como objetivo, obter um impacto na Lua.
A Luna E-1 No.2, foi lançada em 11 de Outubro de 1958, por intermédio de um foguete Luna, a partir do cosmódromo de Baikonur. Cento e quatro segundos depois do lançamento, uma ressonância na estrutura de um dos foguetes auxiliares fez com que o foguete se desintegrasse. Foi o mesmo problema que afetou a missão Luna E-1 No.1, três semanas antes.